# دونگا راچا
دونگا راچا (به صربی: Donja Rača) یک منطقهٔ مسکونی در صربستان است که در راچا واقع شده‌است. دونگا راچا ۱٬۰۰۸ نفر جمعیت دارد.